# Universidade de Tubinga
A Universidade de Tubinga (em alemão: Eberhard Karls Universität Tübingen) é uma instituição de ensino superior pública localizada na cidade de Tubinga, na Alemanha. É uma das mais antigas da Alemanha. Foi fundada em 11 de março de 1477 por Everardo I de Vurtemberga (1445-1496), reformador eclesiástico e cívico, que estabeleceu a Universidade após absorver, em viagens feitas à Itália, a influência Renascentista. O primeiro reitor da Universidade foi Johannes Nauclerus.

É internacionalmente conhecida por seus cursos de medicina, de ciências naturais e de humanidades. Na área de germanística (Germanistik), tem se destacado, desde muito tempo, como a primeira de todas as universidades alemãs. 

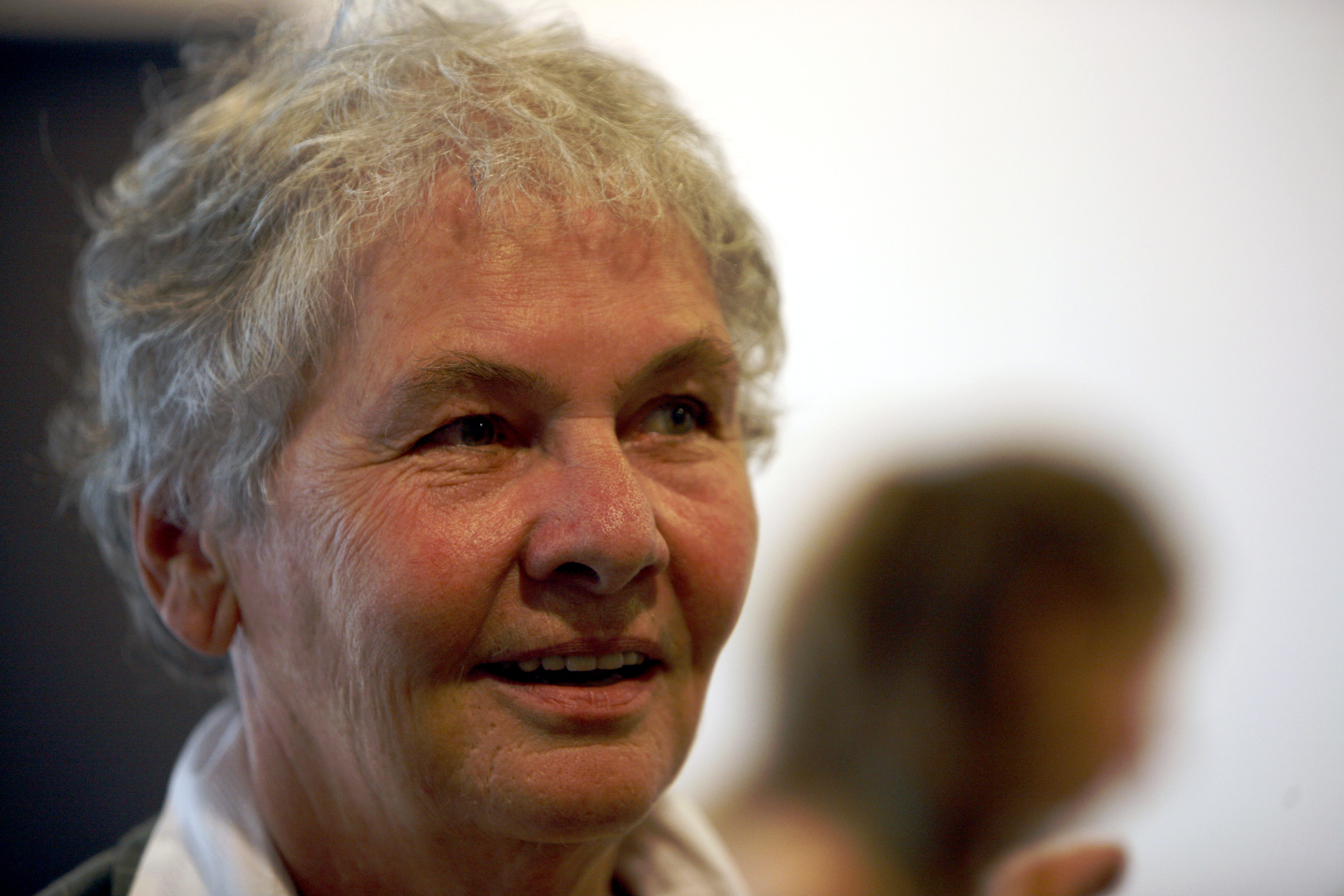
Christiane Nüsslein-Volhard,
Nobel de Fisiologia ou Medicina 1995.

Tubinga é umas das cinco cidades universitárias clássicas da Alemanha: as outras quatro são Universidade de Marburgo (Philipps-Universität Marburg), Universidade de Gotinga (Georg-August-Universität Göttingen), Friburgo (Albert-Ludwigs-Universität Freiburg) e Universidade de Heidelberg (Ruprecht-Karls-Universität Heidelberg). Vários alunos da Universidade foram laureados  com  Prêmio Nobel, especialmente nos campos da Química e da Fisiologia ou Medicina.
Em 2008, havia cerca de 23 000 estudantes matriculados.

## Laureados com o Nobel
Docentes e ex-alunos laureados com o Prêmio Nobel.
- William Ramsay (1904, Química)
- Eduard Buchner (1907, Química)
- Karl Ferdinand Braun (1909, Física)
- Adolf Butenandt (1939, Química)
- Albert Schweitzer (1952, Paz)
- Georg Wittig (1979, Química)
- Hartmut Michel (1988, Química)
- Bert Sakmann (1991, Fisiologia ou Medicina)
- Christiane Nüsslein-Volhard (1995,  Fisiologia ou Medicina)
- Günter Blobel (1999,  Fisiologia ou Medicina)